# Myotis diminutus
Myotis diminutus is een vleermuissoort uit de familie der gladneuzen. Hij werd voor het eerst als aparte soort beschreven in 2010/2011, hoewel de eerste vondst dateert van 1979.

## Leefgebied
M. diminutus leeft in de wouden op de hellingen in het westen van de Andes in Ecuador.

## Kenmerken
De vleermuis weegt circa 3,5 gram. De voorarmen zijn zo'n 33 mm lang. Het is de kleinste soort van het geslacht Myotis. Hij heeft een bruine vacht. De haren op de buik zijn aan de wortel lichter dan op de top; op de rug is er weinig verschil in kleur.

## Naamgeving
De soortaanduiding diminitus is Latijn voor "verkleind", wat verwijst naar de omvang van het dier.
1. ↑  (en) Myotis diminutus op de IUCN Red List of Threatened Species.